# چینی پینگ
زبان‌های پینگ (چینی ساده‌شده: 平، چینی سنتی: 平، پین‌یین: Píng) یا پینگ‌هوا گروهی از زبان‌های چینی هستند که بیشتر در منطقه خودمختار گوانگشی به همراه مناطقی از استان هونان تکلم می‌شوند. پینگ‌هوا زبان میانجی بخش‌هایی از گوانگشی است که زبان‌های ژوانگ در آنجا کاربرد دارد. برخی از سخنوران پینگ، رسماً از قوم ژوانگ به‌شمار می‌روند و بیشتر از قوم هان مجزا هستند.
گویلین مرکز گویشوران شمالی پینگ و نان‌نینگ مرکز گویشوران جنوبی این زبان است. پینگ جنوبی دارای چندین ویژگی قابل توجه مانند چهار لحن بررسی‌شده مجزا و وام‌واژه‌های متعدد از زبان‌های ژوانگ همچون حرف پایانی وِی برای جملات امری است. از نظر ژنتیکی، سخنوران پینگ با اقلیت‌های قومی غیر هان در جنوب چین بیشتر از سایر گروه‌های هان دارای اشتراک هستند.